# Campeonato Baiano de Futebol de 2001
O Campeonato Baiano de Futebol de 2001 foi a 97.ª edição desse evento esportivo profissional disputada no estado da Bahia. Teve como campeão o Bahia. A equipe treinada por Evaristo de Macedo contou com jogadores como Robgol e Bebeto Campos.

## Regulamento
No Primeiro Turno, os clubes, com exceção de Bahia e Vitória, que estavam a disputar a Copa do Nordeste, jogariam em jogos de ida e volta, todos contra todos. Os dois primeiros fariam a final para decidir o título do turno.
No Segundo Turno, os seis clubes mais bem classificados do Primeiro Turno se juntariam à dupla BaVi e se dividiriam em dois grupos de quatro. Os times de cada grupo se enfrentariam em jogos de ida e volta no esquema Grupo A x Grupo B. Os dois primeiros de cada grupo avançariam às semifinais, tendo assim dois times para decidir o título do certame na final.

## Primeiro Turno

### Classificação
| Classificação - Primeiro Turno | Classificação - Primeiro Turno | Classificação - Primeiro Turno | Classificação - Primeiro Turno | Classificação - Primeiro Turno | Classificação - Primeiro Turno | Classificação - Primeiro Turno | Classificação - Primeiro Turno | Classificação - Primeiro Turno | Classificação - Primeiro Turno |
| Time                           | Time                           | PG                             | J                              | V                              | E                              | D                              | GP                             | GC                             | SG                             |
| ------------------------------ | ------------------------------ | ------------------------------ | ------------------------------ | ------------------------------ | ------------------------------ | ------------------------------ | ------------------------------ | ------------------------------ | ------------------------------ |
| 1                              | Juazeiro                       | 28                             | 14                             | 8                              | 4                              | 2                              | 35                             | 25                             | +10                            |
| 2                              | Poções                         | 25                             | 14                             | 7                              | 4                              | 3                              | 33                             | 25                             | +8                             |
| 3                              | Camaçari                       | 22                             | 14                             | 6                              | 4                              | 4                              | 28                             | 21                             | +7                             |
| 4                              | Fluminense de Feira            | 21                             | 14                             | 5                              | 6                              | 3                              | 19                             | 17                             | +2                             |
| 5                              | Colo Colo                      | 20                             | 14                             | 5                              | 5                              | 4                              | 29                             | 28                             | +1                             |
| 6                              | Barreiras                      | 18                             | 14                             | 4                              | 6                              | 4                              | 18                             | 19                             | -1                             |
| 7                              | Atlético de Alagoinhas         | 11                             | 14                             | 3                              | 2                              | 9                              | 18                             | 31                             | -13                            |
| 8                              | Cruzeiro-BA                    | 6                              | 14                             | 1                              | 3                              | 10                             | 16                             | 30                             | -14                            |

### Final
|          | Placar |        |
| -------- | ------ | ------ |
| Juazeiro | 2-0    | Poções |

| Campeão do Primeiro Turno |
| ------------------------- |
| Juazeiro                  |

## Segundo Turno

### Classificação
Grupo A
| Classificação - Segundo Turno - Grupo A | Classificação - Segundo Turno - Grupo A | Classificação - Segundo Turno - Grupo A | Classificação - Segundo Turno - Grupo A | Classificação - Segundo Turno - Grupo A | Classificação - Segundo Turno - Grupo A | Classificação - Segundo Turno - Grupo A | Classificação - Segundo Turno - Grupo A | Classificação - Segundo Turno - Grupo A | Classificação - Segundo Turno - Grupo A |
| Time                                    | Time                                    | PG                                      | J                                       | V                                       | E                                       | D                                       | GP                                      | GC                                      | SG                                      |
| --------------------------------------- | --------------------------------------- | --------------------------------------- | --------------------------------------- | --------------------------------------- | --------------------------------------- | --------------------------------------- | --------------------------------------- | --------------------------------------- | --------------------------------------- |
| 1                                       | Bahia                                   | 12                                      | 8                                       | 4                                       | 0                                       | 4                                       | 21                                      | 15                                      | +6                                      |
| 2                                       | Colo Colo                               | 11                                      | 8                                       | 2                                       | 5                                       | 1                                       | 10                                      | 9                                       | +1                                      |
| 3                                       | Barreiras                               | 8                                       | 8                                       | 2                                       | 2                                       | 4                                       | 10                                      | 14                                      | -4                                      |
| 4                                       | Fluminense de Feira                     | 7                                       | 8                                       | 2                                       | 1                                       | 5                                       | 9                                       | 17                                      | -8                                      |

Grupo B
| Classificação - Segundo Turno - Grupo B | Classificação - Segundo Turno - Grupo B | Classificação - Segundo Turno - Grupo B | Classificação - Segundo Turno - Grupo B | Classificação - Segundo Turno - Grupo B | Classificação - Segundo Turno - Grupo B | Classificação - Segundo Turno - Grupo B | Classificação - Segundo Turno - Grupo B | Classificação - Segundo Turno - Grupo B | Classificação - Segundo Turno - Grupo B |
| Time                                    | Time                                    | PG                                      | J                                       | V                                       | E                                       | D                                       | GP                                      | GC                                      | SG                                      |
| --------------------------------------- | --------------------------------------- | --------------------------------------- | --------------------------------------- | --------------------------------------- | --------------------------------------- | --------------------------------------- | --------------------------------------- | --------------------------------------- | --------------------------------------- |
| 1                                       | Vitória                                 | 16                                      | 8                                       | 5                                       | 1                                       | 2                                       | 16                                      | 6                                       | +10                                     |
| 2                                       | Juazeiro                                | 16                                      | 8                                       | 5                                       | 1                                       | 2                                       | 20                                      | 15                                      | +5                                      |
| 3                                       | Camaçari                                | 10                                      | 8                                       | 3                                       | 1                                       | 4                                       | 10                                      | 15                                      | -5                                      |
| 4                                       | Poções                                  | 8                                       | 8                                       | 1                                       | 5                                       | 2                                       | 9                                       | 14                                      | -5                                      |

### Semifinais
Jogos de ida: 3 de Junho

Jogos de volta: 6 de Junho
| Time 1    | Total | Time 2  | ida | volta |
| --------- | ----- | ------- | --- | ----- |
| Juazeiro  | 3–1   | Vitória | 2–1 | 1–0   |
| Colo Colo | 0–6   | Bahia   | 0–3 | 0–3   |

### Final
Primeira partida
| 10 de junho   | Bahia     | 1 – 1 | Juazeiro    | Estádio da Fonte Nova, Salvador                   |
| 16:00 (UTC-4) | Ramos 38' |       | Hailton 46' | Público: 23 007 Árbitro: Aristeu das Mercês Ramos |

Segunda partida
| 14 de junho   | Juazeiro    | 1 – 3 | Bahia                                        | Estádio Adauto Moraes, Juazeiro              |
| 16:00 (UTC-4) | Hailton 77' |       | Vagner 7' · Marcus Vinícius 19' · Robgol 64' | Público: 12 120 Árbitro: Oscar Roberto Godói |

| Campeão Baiano de 2001 |
| ---------------------- |
| Bahia 43° título       |